# Marksuhl
Marksuhl es una localidad situada en el municipio de Gerstungen, en Wartburg, Turingia (Alemania). Tiene una población estimada, a fines de 2021, de 1177 habitantes.
Fue un municipio independiente hasta el 6 de julio de 2018.